# I Dowództwo Regionalne Armii Polskiej we Francji
I Dowództwo Regionalne Armii Polskiej we Francji – jeden z dwóch dowództw regionalnych Armii Polskiej we Francji utworzony latem 1918. 
Mieściło się w Caen.
Objęło ono obozy w Sillé, Domfront, Vitré, Erigné, Mans i Alencon.